# Самјуел Заубер
Самјуел Заубер (Темишвар, 9. јануар 1901. — Јерусалим, 10. јун 1986) био је румунски фудбалер који је био у румунској фудбалској репрезентацији на првом ФИФА-ином светском купу 1930. године. Од 1964. живео је у Јерусалиму.

## Играчка каријера

### Клуб
Заубер је играо свој клупски фудбал за јеврејску екипу, Макаби из Букурешта.

### Репрезентација
Заубер је био резервни голман Румуније на ФИФА-ином светском првенству 1930. у Уругвају. После је представљао Румунију на Балканском купу.